# Rojopolo
Rojopolo is een bestuurslaag in het regentschap Lumajang van de provincie Oost-Java, Indonesië. Rojopolo telt 5408 inwoners (volkstelling 2010).